# Stefan Tomaszewski (poseł)
Stefan Tomaszewski (ur. 17 grudnia 1929 w Oleśniczce, zm. 28 maja 2012) – polski górnik, poseł na Sejm PRL IV kadencji.

## Życiorys
Uzyskał wykształcenie podstawowe. W trakcie II wojny światowej został wywieziony na roboty przymusowe do Niemiec, po wojnie powrócił do Oleśniczki. W 1949 podjął pracę w Kombinacie Górniczo-Energetycznym „Turów” w Turoszowie, był operatorem przodowym koparki. Wstąpił do Polskiej Zjednoczonej Partii Robotniczej, w partii sprawował funkcje II sekretarza Komitetu Zakładowego PZPR i członka egzekutywy Podstawowej Organizacji Partyjnej. W 1965 uzyskał mandat posła na Sejm PRL w okręgu Jelenia Góra, w parlamencie zasiadał w Komisji Wymiaru Sprawiedliwości.
Odznaczony Srebrnym Krzyżem Zasługi.
Pochowany na cmentarzu komunalnym w Zgorzelcu.